# Esbarres
Esbarres település Franciaországban, Côte-d’Or megyében. Lakosainak száma 681 fő (2022. január 1.). Esbarres Saint-Usage, Bonnencontre, Brazey-en-Plaine, Charrey-sur-Saône, Magny-lès-Aubigny, Pagny-la-Ville és Pagny-le-Château községekkel határos.

## Népesség
A település népességének változása:
| Lakosok száma | 653  | 633  | 646  | 733  | 729  | 717  | 690  | 677  | 666  | 681  |
|               | 1968 | 1982 | 1990 | 2006 | 2013 | 2015 | 2017 | 2019 | 2020 | 2022 |